# Kilmarnock (Schotland)
Kilmarnock is de hoofdplaats van het Schotse raadsgebied East Ayrshire in het graafschap Ayrshire.
Kilmarnock telt 46.970 inwoners.

## Whisky
De stad verwierf grote bekendheid als vestigingsplaats van de originele stokerij van het whiskymerk Johnnie Walker. In 1820 begon John Walker met de verkoop van whisky in zijn levensmiddelenzaak. De reeds in 2009 aangekondigde sluiting van de historische vestiging van Johnnie Walker in Kilmarnock werd in 2012 door huidig merkeigenaar Diageo ook uitgevoerd. De meerderheid van de 700 werknemers aanvaardde een vertrekpremie, een deel vond werk in andere Johnnie Walker vestigingen en de rest werd ontslagen. De band tussen het whiskymerk en Kilmarnock werd zo na 192 jaar verbroken.

## Sport
Kilmarnock FC is de betaaldvoetbalclub van Kilmarnock. Kilmarnock FC werd in 1965 kampioen van Schotland en speelt haar wedstrijden op Rugby Park.